# Tabasaranska

Tabasaranska talas i det ljusblåa området med nummer 13 i södra Dagestan och norra Azerbajdzjan.

Tabasaranska är ett kaukasiskt språk, som talas av omkring 126 000 personer inom folkgruppen tabasaranerna , vilka bor på sluttningarna av Stora Kaukasus i södra Dagestan i Ryssland och i norra Azerbajdzjan.
Tabasaranska är ett språk inom språkfamiljen nordöstkaukasiska språk, inom grenen lezginska språk. Språket har två huvuddialekter: nordtabasaranska, eller Khanag, och sydtabasaranska. Den senare är grunden för det litterära språk, som är ett av Dagestans officiella språk. 
Det skrevs 1928–1938 med latinskt alfabet, men sedan 1938 används kyrilliska bokstäver. 
Tabasaranska – liksom andra kaukasiska språk – är känt för att sakna prepositioner och i stället ha många kasus, varav huvuddelen är uttryck för läges- eller riktningsbestämmanden. Grammatiken studerades av bland andra dansken Louis Hjelmslev, som på 1930-talet hävdade att tabasaranska enligt ett sätt att kalkylera hade ett femtiotal kasus. Andra har hävdat att andra räknesätt bör användas, vilket ger ett lägre antal.
Språkets många kasus gjorde att Louis Hjelmslev använde det som arbetsbas för att konstruera en allmän kasusteori. Enligt honom kan ett språks kasussystem omfatta tre "dimensioner": riktning, intimitet (eller koherens) och subjektivitet/objektivitet. Denna tredje dimension skulle förekomma i synnerhet i båda östkaukasiska språken tabasaran och lak. Varje dimension tillåter då sex kasus, och det totala antalet teoretiskt möjliga fall skulle därför vara 6 × 6 × 6 = 216. Denna ifrågasatta hypotes är baserad på ett a priori geometriskt ideal.